# فشار نظیر
فشار نظیر یا فشارِ همتا (به انگلیسی: Peer pressure)، به تأثیراتی که توسط یک گروه همتا در جهت تشویق فردی به تغییر رفتارها، ارزش‌ها یا اخلاق جهت همگامی با گروه به‌کار گرفته شود گفته می‌شود.
فشار همتای جوانان بر همدیگر معمولاً شناخته‌ترین نوع این فشار است که معمولاً به عنوان یک فشار همتای منفی شناخته می‌شود. زیرا که جوانان معمولاً زمان زیادی را در گروه‌های ثابتی مانند مدرسه یا گروه‌های همتا می‌گذرانند، در عین حالی که ممکن است نظرات متفاوتی با خود گروه داشته باشند.

## گروه همتا
گروه همتا (Peer) افرادی هستند که از لحاظ فکر و فرهنگ یکسانند.